# Roald Jensen
Roald Jensen   (Bergen, 11 de gener de 1943 - Bergen, 6 d'octubre de 1987) fou un futbolista noruec de la dècada de 1960.
Fou 31 cops internacional amb la selecció noruega.
Pel que fa a clubs, defensà els colors de SK Brann i Hearts.
El seu germà Kjell Jensen també fou futbolista.